# Williams FW43
De Williams FW43 is een Formule 1-auto die gebruikt is door het Formule 1-team van Williams in het seizoen 2020. De auto is de opvolger van de Williams FW42. De FW43 rijdt met een motor van Mercedes. In het seizoen 2021 wordt de Williams FW43B gebruikt, een doorontwikkeling van de auto uit 2020

## Onthulling
Op 17 februari 2020 onthulde Williams de nieuwe auto door het plaatsen van foto's op het internet. Dezelfde dag reed het team een zogenoemde 'shakedown' op het Circuit de Barcelona-Catalunya.
De auto werd gedurende het seizoen bestuurd door de Canadees Nicholas Latifi die zijn eerste seizoen bij het team reed en Brit George Russell die zijn tweede seizoen bij Williams volmaakte.

## Resultaten
| Kleur  | Resultaat                              |
| ------ | -------------------------------------- |
| Goud   | Winnaar                                |
| Zilver | Tweede plaats                          |
| Brons  | Derde plaats                           |
| Groen  | Gefinisht (punten behaald)             |
| Blauw  | Gefinisht (geen punten behaald)        |
| Blauw  | Niet geklasseerd (NC)                  |
| Paars  | Uitgevallen (DNF)                      |
| Rood   | Niet gekwalificeerd (DNQ)              |
| Zwart  | Gediskwalificeerd (DSQ)                |
| Wit    | Niet gestart (DNS)                     |
| Blanco | Gewond (INJ)                           |
| Blanco | Uitgesloten (EX)                       |
| Blanco | Teruggetrokken (WD) / Niet deelgenomen |
| P      | Poleposition                           |
| S      | Snelste ronde                          |

| Jaar | Chassis       | Motor                     | Banden | Coureurs        | 1   | 2   | 3   | 4   | 5   | 6   | 7   | 8   | 9   | 10  | 11  | 12  | 13  | 14  | 15  | 16   | 17  | Punten | WK-plaats |
| ---- | ------------- | ------------------------- | ------ | --------------- | --- | --- | --- | --- | --- | --- | --- | --- | --- | --- | --- | --- | --- | --- | --- | ---- | --- | ------ | --------- |
| 2020 | Williams FW43 | Mercedes F1 M11 EQ Power+ | P      |                 | OOS | STI | HON | GBR | 70J | SPA | BEL | ITA | TOS | RUS | EIF | POR | EMI | TUR | BHR | SAK  | ABU | 0      | 10        |
| 2020 | Williams FW43 | Mercedes F1 M11 EQ Power+ | P      | Nicholas Latifi | 11  | 17  | 19  | 15  | 19  | 18  | 16  | 11  | DNF | 16  | 14  | 18  | 11  | DNF | 14  | DNF  | 17  | 0      | 10        |
| 2020 | Williams FW43 | Mercedes F1 M11 EQ Power+ | P      | George Russell  | DNF | 16  | 18  | 12  | 18  | 17  | DNF | 14  | 11  | 18  | DNF | 14  | DNF | 16  | 12  | DNS* | 15  | 0      | 10        |
| Jaar | Chassis       | Motor                     | Banden | Coureurs        | 1   | 2   | 3   | 4   | 5   | 6   | 7   | 8   | 9   | 10  | 11  | 12  | 13  | 14  | 15  | 16   | 17  | Punten | WK-plaats |

*George Russell viel bij deze race in voor de zieke Lewis Hamilton bij het Mercedes-AMG Petronas F1 Team; Jack Aitken was zijn vervanger, hij behaalde een 16e plaats.
Alfa Romeo C39 ·
AlphaTauri AT01 ·
Ferrari SF1000 ·
Haas VF-20 ·
McLaren MCL35 ·
Mercedes-AMG F1 W11 EQ Performance ·
Racing Point RP20 ·
Red Bull RB16 ·
Renault R.S.20 ·
Williams FW43